# The Masterpiece (album)
The Masterpiece è il quinto album discografico in studio del cantante statunitense Bobby Brown, pubblicato nel 2012, a quindici anni di distanza dal precedente.

## Tracce
1. Don't Let Me Die – 3:47
2. Doesn't Anybody Know (feat. Ralph Tresvant) – 4:34
3. Get Out The Way – 3:31
4. Damaged – 3:35
5. Can't Give Up – 3:31
6. Set Me Free – 3:43
7. Starmaker (featuring Jayre) – 4:04
8. Exit Wounds – 4:32
9. All Is Fair (featuring Johnny Gill) – 3:42
10. The Man I Want To Be – 4:13